# サンジャースレンギーン・オユーン
サンジャースレンギーン・オユーン（サンジャースレンギーン・オユーナ、モンゴル語: Санжаасүрэнгийн Оюун、ラテン文字転写の例：Sanjaasürengiin Oyuun、1964年 - ）は、モンゴル国の政治家。市民のゾリク議長。2012年から環境・緑化大臣。1998年から国民大会議（大フラル）議員。2007年から2008年まで、外務大臣を務めている。モンゴル民主化運動で中心的な役割を果たしたサンジャースレンギーン・ゾリクは兄。ウランバートル出身。

## 経歴・人物

### 生い立ちと初期の経歴
1964年、ウランバートルに父サンジャースレン、母ドルジパラムの三人兄弟姉妹の末子として生まれる。長兄は日本の国立民族学博物館外国人研究員（客員）教授などを務めたサンジャースレンギーン・バヤラー（1959年生まれ）。次兄はサンジャースレンギーン・ゾリク。父サンジャースレーンは医科大学の教授でブリヤート系である。母ドルジパラムは、父と結婚する前は、モンゴルでも知られた映画女優であった。母の父（ゾリグの祖父）アンドレイ・ドミトリエヴィチ・シムコフは、地理学者で、ロシアの地理学者、探検家であり、西夏のカラホト遺跡の発見者として知られるピョートル・コズロフの探検隊に加わりロシアからモンゴルに来たといわれている。この祖父は、モンゴル人民共和国の独裁者ホルローギーン・チョイバルサンが行った大粛清の犠牲になり、ドルジパラムは孤児となった。
1987年、チェコスロバキアのプラハ・カレル大学卒。専攻は、地理学。大学卒業は多国籍資源企業リオ・ティントに入社し、セレンゲ県やヘンティー県で地理学の知識を生かして働いた後、ハーバード大学から、地理学博士号を得る。

### 政界へ
1998年、兄が殺害されたのを契機に、政界入り。兄の選挙区であり、父サンジャースレンの故郷でもあるドルノド県の補欠選挙で当選した。2003年には市民のゾリク（市民の意志党）を結成した。2004年、国民大会議副議長。2007年、外務大臣を歴任した。2008年国民大会議議員選挙では、市民のゾリク党唯一の候補として、1議席を死守した。2012年から環境・緑化大臣。
政治活動以外でも2006年、世界経済フォーラム（ダヴォス会議）のヤング・グローバル・リーダー（YGL）に選出された。以来、YGLコミュニティに活発に参加している。
オユーンは、亡兄の名を冠したゾリグ財団の会長である。ゾリグ財団は民主主義的価値、人権の尊重、政府の市民に対する透明性や説明責任の改善などを目的に設立された非営利団体である。財団は青年教育、自治、コミュニティの建設などの三分野を重視し、過去10年間で1000人以上のモンゴル人大学生に奨学金を配布している。この他、モンゴル地理協会理事長、モンゴルダウン症協会議長などの公職も務めている。
ロシア語、英語およびチェコ語に堪能である。私生活では夫との間に三子がいる。